# اهمج
اهمج (به عربی: إهمج) یک منطقهٔ مسکونی در لبنان است که در شهرستان جبیل واقع شده‌است.
 اهمج   ۱٬۱۴۰ متر بالاتر از سطح دریا واقع شده‌است.